# Szyb (budownictwo)
Szyb, także: szacht (z niem. Schacht), rdzeń lub trzon – obudowany lub nieobudowany pionowy kanał w konstrukcji budynku, najczęściej o przekroju prostokątnym.
Rodzaje szybów stosowanych w budownictwie:
- pion techniczny – służy do pionowego prowadzenia instalacji wewnątrz budynku. Przebiega przez całą wysokość budynku lub przez kilka pięter. Może służyć rozprowadzeniu instalacji sanitarnych, elektrycznych, telefonicznych, domofonowych, telewizyjnych itp. Przewody wewnątrz pionu mogą być prowadzone w peszlu.
- pion wentylacyjny – służy wentylacji pomieszczeń i odprowadzenia powietrza z wnętrza budynku.
- szyb kominowy – służy odprowadzenia spalin z kotłów lub pieców.
- szyb dźwigowy – przestrzeń, w której porusza się winda.